# Gråspurveslægten
Passer (gråspurveslægten) er en slægt af spurvefugle, der omfatter omkring 27 arter, der lever i Europa, Asien og Afrika. Nogle arter, f.eks. de danske gråspurv og skovspurv, er ved menneskets hjælp spredt til andre verdensdele.
Arterne i slægten Passer har et kraftigt næb, hvor næbryggen er en anelse bøjet. Næseborene er store og dækkede af fjer. Der findes ni håndsvingfjer i vingen, da den tiende er rudimentær.

## Arter
Nogle af de omkring 27 arter i slægten Passer:
- Gråspurv, Passer domesticus
- Skovspurv, P. montanus
- Italiensk spurv, P. italiae
- Sahelspurv, P. luteus
- Indusspurv, P. pyrrhonotus
- Kenyaspurv, P. rufocinctus
- Rødbrun spurv, P. rutilans
- Ørkenspurv, P. simplex
- Swahilispurv, P. suahelicus